# Heckengäu

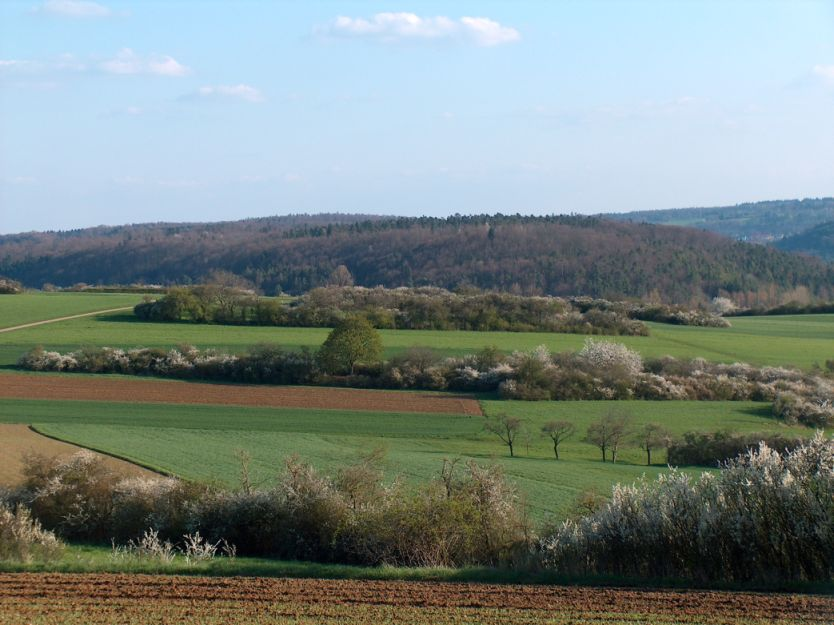
Heckengäu bei Weil der Stadt

Das Heckengäu im Gäu ist eine Landschaft im Landkreis Böblingen, im Landkreis Calw, in den Landkreisen Freudenstadt, Ludwigsburg, Rottweil, Schwarzwald-Baar  und im Enzkreis. Ein Landschaftsteil im Kreis Calw heißt Schlehengäu. Deshalb ist auch die Bezeichnung Hecken- und Schlehengäu geläufig.

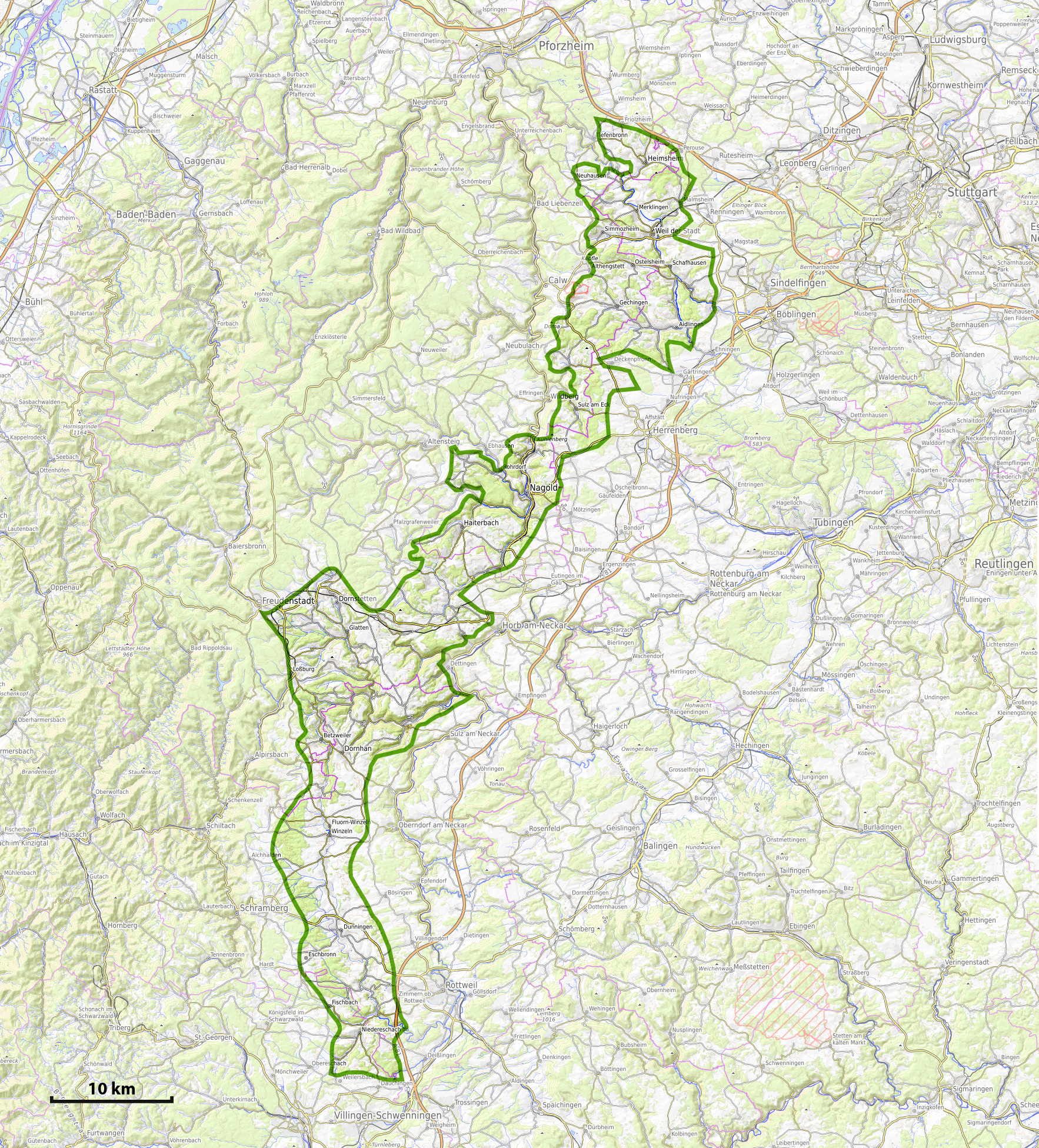
Ausdehnung des Heckengäus

## Lage
Das Heckengäu liegt westlich der Landeshauptstadt Stuttgart. Es bildet ein von Norden nach Süden über 50 km langgezogenes Band, das von Vaihingen an der Enz im Norden bis Haiterbach im Süden reicht und Teile der Landkreise Böblingen, Calw, Ludwigsburg sowie des Enzkreises umfasst. Im Westen grenzt es an den Nordschwarzwald und im Osten an das Korngäu, das Strohgäu, den Glemswald und an den Schönbuch. Mit Korn-, Stroh- und Zabergäu bildet es das baden-württembergische Gäu.

## Geologie
Die Landschaft ist Teil der Südwestdeutschen Schichtstufenlandschaft. Diese neigt sich durch die Entstehung des Oberrheingrabens nach Osten. Dadurch treten die geologischen Schichten in Ost-West-Achse an die Oberfläche und bedingen die Entstehung der unterschiedlichen Teillandschaften. Die für die Landschaftsgenese bedeutende geologische Schicht ist der Muschelkalk. Er gehört zur Systematik der Germanischen Trias. Ebenfalls zugehörig sind die Schichten des Buntsandsteins und des Keupers, welche den Muschelkalk unter- und überlagern. Vor etwa 240 Millionen Jahren wurden die Schichten des Muschelkalks abgelagert. Namensgebend war hier der an Fossilien reiche Kalkstein, welcher im Unteren und Mittleren Muschelkalk auftritt.
Außerdem treten Tonmergelsteine, Gips, Anhydrit sowie Dolomitsteine auf. Die hydraulischen Eigenschaften sowie die mechanische Widerstandsfähigkeit der geologischen Schichten sind entscheidend für die Landschaftsgenese. So ist beispielsweise die Verkarstung des Untergrunds ein Hauptgrund für den Wassermangel im Heckengäu. Weiterhin finden sich Landschaftsformen und Karsterscheinungen wie Trockentäler, Dolinen, Quelltöpfe, Schachthöhlen und Ausschwemmungen. Die den Muschelkalk über- und unterlagernden geologischen Schichten verfügen teilweise über andere hydraulische Eigenschaften und mechanische Beständigkeiten, dies mündet bedingt durch veränderte Bedingungen für die fluviale Landschaftsgenese in anderen Landschaftsformen und Landschaften.

## Landschaft

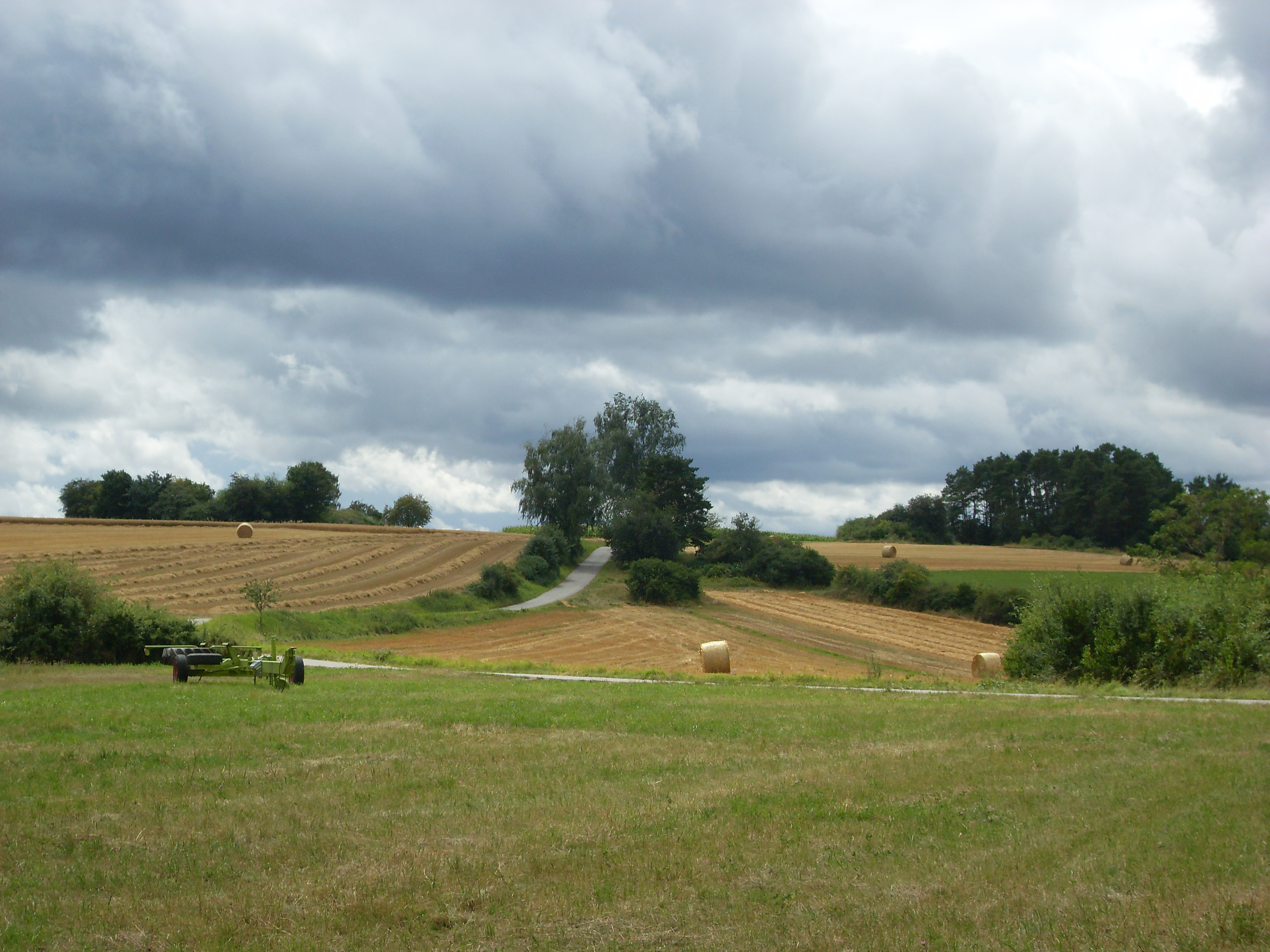
Heckengäu bei Malmsheim

Das Heckengäu ist eine ländlich geprägte Region, die sich durch eine hügelige, stark landwirtschaftlich genutzte Landschaft auszeichnet. Die Landschaft des Heckengäus gehört zu den Gäulandschaften. Im Osten grenzt es an das Korn-, Stroh- oder Obere Gäu, die ebenfalls den Gäulandschaften zugeordnet sind. Im Westen schließt sich die Landschaft des Nordschwarzwaldes an. Bei den Gäulandschaften handelt es sich dabei um Altsiedelland, bei der Landschaft des Nordschwarzwaldes um junges Siedelland. Typische Böden sind Rendzinen, in Geländemulden finden sich jedoch auch Lössauflagen, aus denen sich Parabraunerden bilden können. Die daraus resultierende landwirtschaftliche Nutzung durch Ackerbau, Weidewirtschaft und Obstbau prägt das Landschaftsbild. So finden sich im Heckengäu Wacholderheiden, Streuobstwiesen sowie Feldhecken, die sich auf den vielen Lesesteinriegeln bildeten und die ihm zu seinem Namen verhalfen. Aufgrund des hohen Anteils an Kalkschutt in den sogenannten Skelettböden wurden die Steine in vergangener Zeit aus dem Boden gelesen. Die im östlichen Kreis Calw typischen Schlehenhecken geben der dortigen Region auch den Namen „Schlehengäu“.

## Erhebungen
Die höchsten Erhebungen (mit Höhe in Meter über NHN) des Heckengäus finden sich bei Calw-Stammheim (Daumen, 610,4 m) sowie in und um das östliche Althengstett (Köpfle, 597,8 m und Jägerberg 587,4 m). Andere typische Gäu-Hochflächen sind zum Beispiel die Hochfläche bei den „Sieben Tannen“ mit den Dörfern Deckenpfronn, Oberjesingen und Kuppingen sowie die Hochebene „Tannenäcker“ zwischen Althengstett, Stammheim und Gechingen, die bis auf eine Höhe von 580 m reicht.

## Flora und Fauna
Das Heckengäu weist eine schützenswerte Flora und Fauna auf. Auf den Wacholderheiden gibt es Restbestände der Silberdistel und der Berg-Aster. Auch einige wenige einheimische Enzianarten finden dort einen geeigneten Wachstumsstandort. Bei Weil der Stadt blüht im Frühjahr die Gewöhnliche Küchenschelle. Der Mauerfuchs ist in den Trockentälern zu Hause, während die Zauneidechse in den Trockenmauern am Rande von Streuobstwiesen einen passenden Lebensraum im Heckengäu vorfindet. Die streng geschützte Gelbbauchunke sucht sich kleinste Gewässer und Pfützen.

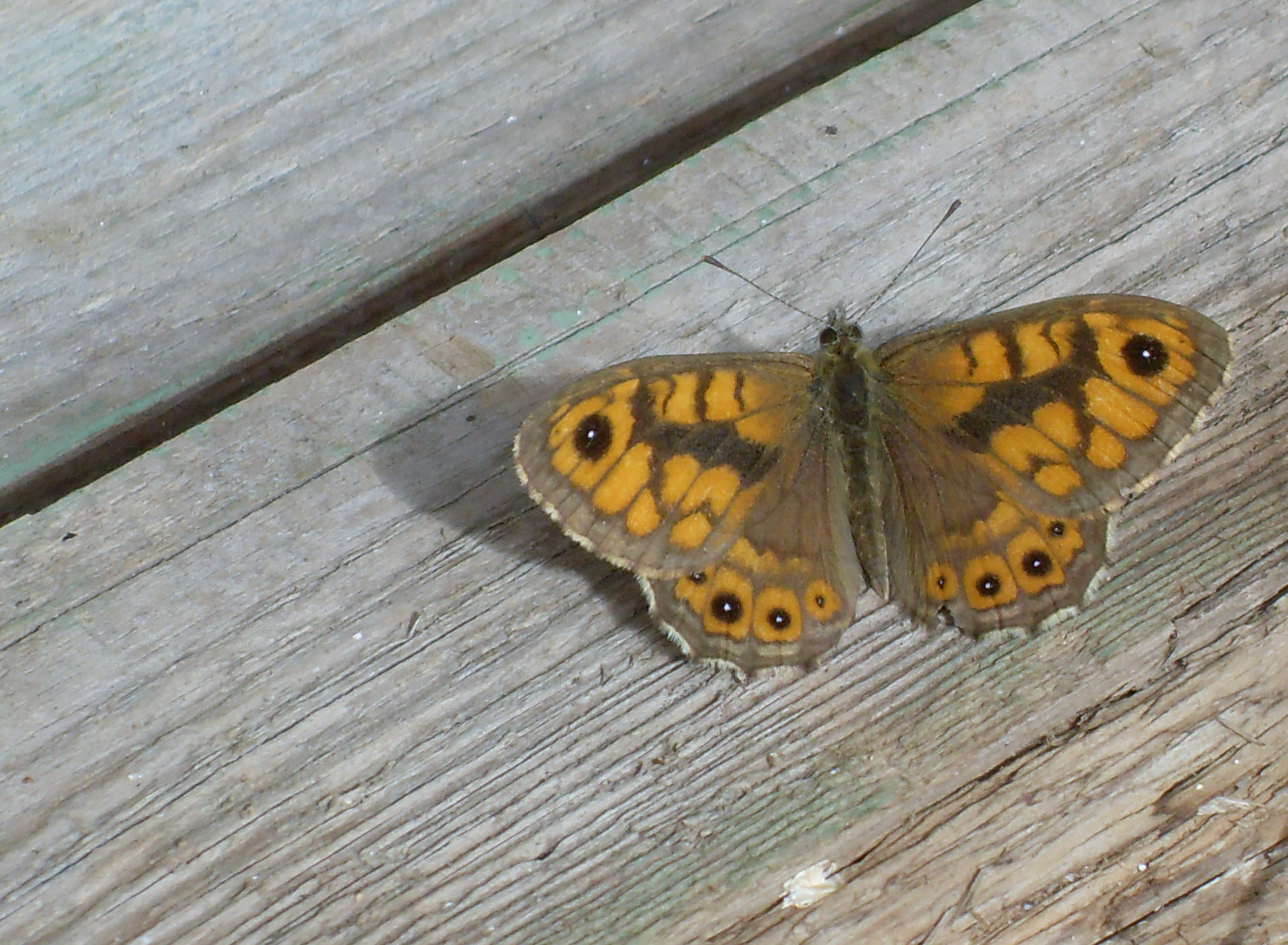
Mauerfuchs
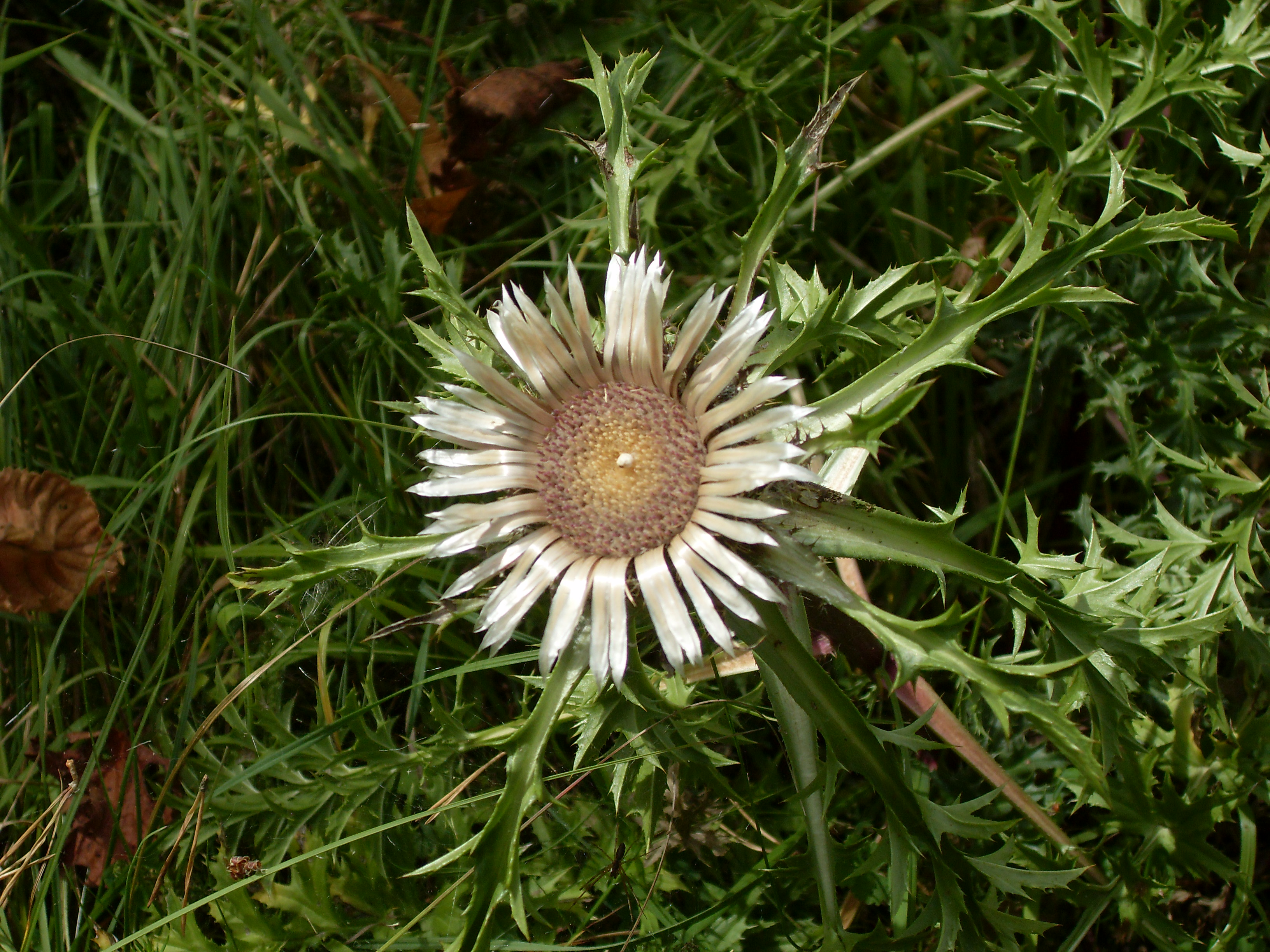
Silberdistel

## Ortschaften
- Aidlingen
- Altensteig
- Althengstett
- Aurich (Vaihingen an der Enz)
- Bad Liebenzell
- Bergwald
- Calw
- Calw-Stammheim
- Dachtel
- Dätzingen
- Deckenpfronn
- Deufringen
- Döffingen
- Dürrenhardt (Wohnplatz)
- Eberdingen
- Ebhausen
- Egenhausen
- Ehningen
- Enzweihingen
- Flacht (Weissach)
- Friolzheim
- Gärtringen
- Gechingen
- Grafenau (Württemberg)
- Großglattbach
- Gültlingen
- Haiterbach
- Haslach (Herrenberg)
- Hausen an der Würm
- Heimsheim
- Iptingen
- Iselshausen
- Jettingen
- Kuppingen
- Lehenweiler
- Lehningen
- Leonberg
- Lomersheim
- Magstadt
- Malmsheim
- Merklingen (Weil der Stadt)
- Mindersbach (Nagold)
- Mönsheim
- Möttlingen
- Mühlacker
- Mühlhausen an der Enz
- Münklingen
- Nagold
- Neuhausen (Enzkreis)
- Nussdorf (Eberdingen)
- Ostelsheim
- Perouse
- Pinache
- Renningen
- Riet
- Rohrdorf (Schwarzwald)
- Roßwag
- Rutesheim
- Schafhausen (Weil der Stadt)
- Schietingen
- Oberschwandorf und Unterschwandorf – Haiterbach
- Serres (Wiernsheim)
- Simmozheim
- Sulz am Eck
- Tiefenbronn
- Vaihingen an der Enz
- Weil der Stadt
- Weissach
- Wiernsheim
- Wildberg (Schwarzwald)
- Wimsheim
- Wurmberg

## Verkehr
Das Heckengäu ist über die Bundesautobahn 8 und die Bundesautobahn 81 zu erreichen. Darüber hinaus gibt es diverse Bahnanbindungen, unter anderem an die S-Bahn Stuttgart. Busanbindungen gibt es ab den Bahnhöfen Leonberg, Weissach (Württembergische Eisenbahngesellschaft – WEG), Mühlacker, Pforzheim, Böblingen und Weil der Stadt.

## Kunst

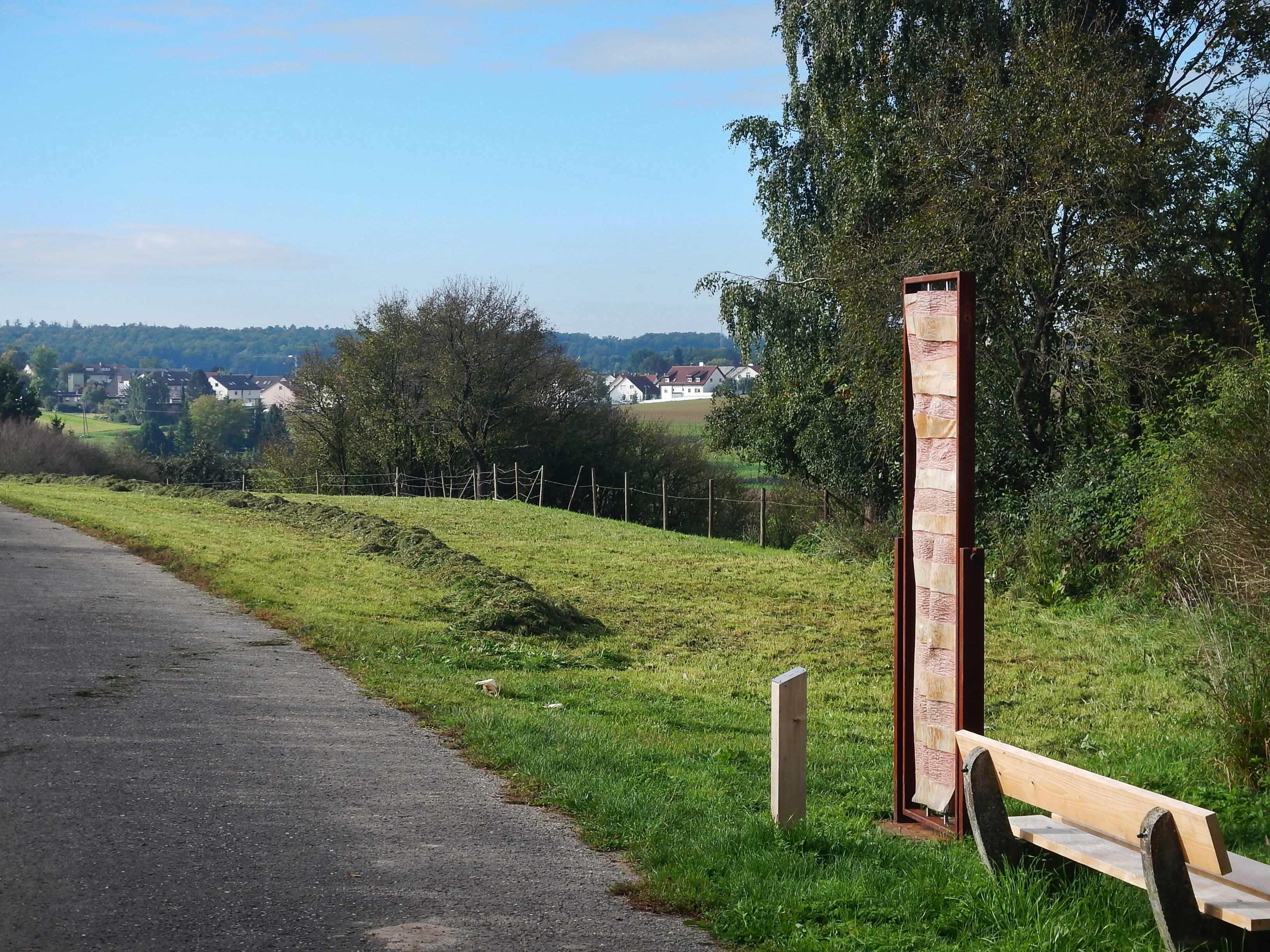
Skulptur "Urelternpaar" von Peter Römpert aus dem Jahr 2000. Wanderweg Sculptoura.

Im Heckengäu befindet sich die Kunst-Dauerausstellung Sculptoura, ein Wanderweg der sich über 40 km erstreckt und von Skulpturen gesäumt ist.

## Naturräumliche Systematik
In der Systematik des Handbuchs der naturräumlichen Gliederung Deutschlands ist dieses nord-südlich sehr ausgedehnte, west-östlich recht schmale Band des Heckengäus nicht ganz einfach wiederzufinden:
1. Ein nördlicher Teil wird dort der Haupteinheit 123 – →Neckarbecken – des Naturraums Neckar- und Tauber-Gäuplatten zugerechnet:[3] mit den oben genannten Ortschaften Mühlacker und Vaihingen an der Enz 123.16, Wiernsheim 123.12, Wimsheim 123.10, Flacht 123.11 (Enz-Grenzbach-Heckengäu). Die Südgrenze dieses Teils des Heckengäus bildet die Autobahn A 8 zwischen Pforzheim und Leonberg.
2. Ein östliches Band des südlichen Teils bis Haiterbach erscheint in der Haupteinheit →Obere Gäue (122.40, 122.44 sowie 122.45 um Möttlingen), ein westliches – im Nagoldtal von Bad Liebenzell bis Altensteig (→#Ortschaften oben) – zählt das Handbuch zu den Schwarzwald-Randplatten (150, außerhalb der Neckar- und Tauber-Gäuplatten) statt zu den Oberen Gäuen.[4] – Bemerkungen:
  - In der Karte[4] erkennt man, dass dieser Aufteilung des Heckengäus zwischen 122 und 123 durch die Autobahn A 8 kein natürlicher Unterschied entspricht – Legende: „nicht linienhaft festlegbare Grenzen“ –, vielmehr setzt 122.45 123.10 und 122.44 123.11 natürlich nach Süden fort.
  - Ebenso setzt 122.40 122.44 nach Süden „ohne linienhaft festlegbare Grenze“ fort.
  - Der Artikel Nagold (Fluss) zählt (unter Landschaftsschutzgebiete) die im Naturraum 150 gelegenen Teile des Nagoldtals (Altensteig, Wildberg abwärts) nicht zum Heckengäu, sondern nur den Naturraum Nagold-Heckengäu (122.40) im Bereich der Stadt Nagold.
3. Südlich des hier angegebenen Gebiets führt das Handbuch noch als 122.11 und 122.12 (in den Oberen Gäuen) östliches und westliches Eschach-Heckengäu zwischen Kinzig und dem Neckartal oberhalb von Sulz,[4] die durch die Glatt-Gäuplatten (122.2) mit dem engeren Heckengäu verbunden sind. Nordwestlich wird das engere Heckengäu über die Enz hinweg durch das Pfinzhügelland (125.3, vgl. Pfinzgau) in der Haupteinheit Kraichgau fortgesetzt.